# 12.ª etapa del Tour de Francia 2022
La 12.ª etapa del Tour de Francia 2022 tuvo lugar el 14 de julio de 2022 entre Brianzón y Alpe d'Huez sobre un recorrido de 165,1 km. El vencedor fue el británico Thomas Pidcock del INEOS Grenadiers y el danés Jonas Vingegaard logró mantener el liderato.

## Clasificación de la etapa
| Briançon - Alpe d'Huez | etapa de montaña | (165,1 km) |

| \| Clasificación de la etapa \| Clasificación de la etapa \| Clasificación de la etapa \| Clasificación de la etapa \| Clasificación de la etapa \| \| Ciclista \| Ciclista \| Equipo \| Tiempo \| \| \| ------------------------- \| ------------------------- \| ---------------------------------- \| ------------------------- \| ------------------------- \| \| 1.º \| Thomas Pidcock \| Ineos Grenadiers \| 4 h 55 min 24 s \| \| \| 2.º \| Louis Meintjes \| Intermarché-Wanty-Gobert Matériaux \| + 48 s \| \| \| 3.º \| Chris Froome \| Israel-Premier Tech \| + 2 min 06 s \| \| \| 4.º \| Neilson Powless \| EF Education-EasyPost \| + 2 min 29 s \| \| \| 5.º \| Tadej Pogačar \| UAE Team Emirates \| + 3 min 23 s \| \| \| 6.º \| Jonas Vingegaard \| Jumbo-Visma \| + 3 min 23 s \| \| \| 7.º \| Geraint Thomas \| Ineos Grenadiers \| + 3 min 23 s \| \| \| 8.º \| Enric Mas \| Movistar Team \| + 3 min 26 s \| \| \| 9.º \| Sepp Kuss \| Jumbo-Visma \| + 3 min 26 s \| \| \| 10.º \| Giulio Ciccone \| Trek-Segafredo \| + 3 min 32 s \| \| |                  |                                    |                 |
| |                  |                                    |                 |
| Fuente: ProCyclingStats |                  |                                    |                 |
| Clasificación de la etapa |                  |                                    |                 |
| Ciclista | Ciclista         | Equipo                             | Tiempo          |
| 1.º | Thomas Pidcock   | Ineos Grenadiers                   | 4 h 55 min 24 s |
| 2.º | Louis Meintjes   | Intermarché-Wanty-Gobert Matériaux | + 48 s          |
| 3.º | Chris Froome     | Israel-Premier Tech                | + 2 min 06 s    |
| 4.º | Neilson Powless  | EF Education-EasyPost              | + 2 min 29 s    |
| 5.º | Tadej Pogačar    | UAE Team Emirates                  | + 3 min 23 s    |
| 6.º | Jonas Vingegaard | Jumbo-Visma                        | + 3 min 23 s    |
| 7.º | Geraint Thomas   | Ineos Grenadiers                   | + 3 min 23 s    |
| 8.º | Enric Mas        | Movistar Team                      | + 3 min 26 s    |
| 9.º | Sepp Kuss        | Jumbo-Visma                        | + 3 min 26 s    |
| 10.º | Giulio Ciccone   | Trek-Segafredo                     | + 3 min 32 s    |

## Clasificaciones al final de la etapa

### Clasificación general(Maillot Jaune)
| \| Clasificación general \| Clasificación general \| Clasificación general \| Clasificación general \| Clasificación general \| \| Ciclista \| Ciclista \| Equipo \| Tiempo \| \| \| --------------------- \| --------------------- \| --------------------- \| --------------------- \| --------------------- \| \| 1.º \| Jonas Vingegaard \| Jumbo-Visma \| 46 h 28 min 46 s \| \| \| 2.º \| Tadej Pogačar \| UAE Team Emirates \| + 2 min 22 s \| \| \| 3.º \| Geraint Thomas \| Ineos Grenadiers \| + 2 min 26 s \| \| \| 4.º \| Romain Bardet \| Team DSM \| + 2 min 35 s \| \| \| 5.º \| Adam Yates \| Ineos Grenadiers \| + 3 min 44 s \| \| \| 6.º \| Nairo Quintana \| Arkéa-Samsic \| + 3 min 58 s \| \| \| 7.º \| David Gaudu \| Groupama-FDJ \| + 4 min 07 s \| \| \| 8.º \| Thomas Pidcock \| Ineos Grenadiers \| + 7 min 39 s \| \| \| 9.º \| Enric Mas \| Movistar Team \| + 9 min 32 s \| \| \| 10.º \| Aleksandr Vlásov \| Bora-Hansgrohe \| + 10 min 06 s \| \| |                  |                   |                  |
| |                  |                   |                  |
| Fuente: ProCyclingStats |                  |                   |                  |
| Clasificación general |                  |                   |                  |
| Ciclista | Ciclista         | Equipo            | Tiempo           |
| 1.º | Jonas Vingegaard | Jumbo-Visma       | 46 h 28 min 46 s |
| 2.º | Tadej Pogačar    | UAE Team Emirates | + 2 min 22 s     |
| 3.º | Geraint Thomas   | Ineos Grenadiers  | + 2 min 26 s     |
| 4.º | Romain Bardet    | Team DSM          | + 2 min 35 s     |
| 5.º | Adam Yates       | Ineos Grenadiers  | + 3 min 44 s     |
| 6.º | Nairo Quintana   | Arkéa-Samsic      | + 3 min 58 s     |
| 7.º | David Gaudu      | Groupama-FDJ      | + 4 min 07 s     |
| 8.º | Thomas Pidcock   | Ineos Grenadiers  | + 7 min 39 s     |
| 9.º | Enric Mas        | Movistar Team     | + 9 min 32 s     |
| 10.º | Aleksandr Vlásov | Bora-Hansgrohe    | + 10 min 06 s    |

### Clasificación por puntos(Maillot Vert)
| Clasificación por puntos | Clasificación por puntos | Clasificación por puntos | Clasificación por puntos | Clasificación por puntos |
| Ciclista                 | Ciclista                 | Equipo                   | Puntos                   |                          |
| ------------------------ | ------------------------ | ------------------------ | ------------------------ | ------------------------ |
| 1.º                      | Wout van Aert            | Jumbo-Visma              | 313 pts                  |                          |
| 2.º                      | Tadej Pogačar            | UAE Team Emirates        | 159 pts                  |                          |
| 3.º                      | Fabio Jakobsen           | Quick-Step Alpha Vinyl   | 155 pts                  |                          |
| 4.º                      | Magnus Cort              | EF Education-EasyPost    | 129 pts                  |                          |
| 5.º                      | Jasper Philipsen         | Alpecin-Deceuninck       | 116 pts                  |                          |
| 6.º                      | Christophe Laporte       | Jumbo-Visma              | 114 pts                  |                          |
| 7.º                      | Jonas Vingegaard         | Jumbo-Visma              | 96 pts                   |                          |
| 8.º                      | Peter Sagan              | TotalEnergies            | 86 pts                   |                          |
| 9.º                      | Simon Clarke             | Israel-Premier Tech      | 72 pts                   |                          |
| 10.º                     | Michael Matthews         | BikeExchange-Jayco       | 68 pts                   |                          |

### Clasificación de la montaña(Maillot à Pois Rouges)
| Clasificación de la montaña | Clasificación de la montaña | Clasificación de la montaña        | Clasificación de la montaña | Clasificación de la montaña |
| Ciclista                    | Ciclista                    | Equipo                             | Puntos                      |                             |
| --------------------------- | --------------------------- | ---------------------------------- | --------------------------- | --------------------------- |
| 1.º                         | Simon Geschke               | Cofidis                            | 43 pts                      |                             |
| 2.º                         | Louis Meintjes              | Intermarché-Wanty-Gobert Matériaux | 39 pts                      |                             |
| 3.º                         | Jonas Vingegaard            | Jumbo-Visma                        | 36 pts                      |                             |
| 4.º                         | Giulio Ciccone              | Trek-Segafredo                     | 35 pts                      |                             |
| 5.º                         | Pierre Latour               | TotalEnergies                      | 35 pts                      |                             |
| 6.º                         | Neilson Powless             | EF Education-EasyPost              | 35 pts                      |                             |
| 7.º                         | Warren Barguil              | Arkéa-Samsic                       | 30 pts                      |                             |
| 8.º                         | Thomas Pidcock              | Ineos Grenadiers                   | 28 pts                      |                             |
| 9.º                         | Anthony Perez               | Cofidis                            | 26 pts                      |                             |
| 10.º                        | Tadej Pogačar               | UAE Team Emirates                  | 26 pts                      |                             |

### Clasificación del mejor joven(Maillot Blanc)
| Clasificación del mejor joven | Clasificación del mejor joven | Clasificación del mejor joven      | Clasificación del mejor joven | Clasificación del mejor joven |
| Ciclista                      | Ciclista                      | Equipo                             | Tiempo                        |                               |
| ----------------------------- | ----------------------------- | ---------------------------------- | ----------------------------- | ----------------------------- |
| 1.º                           | Tadej Pogačar                 | UAE Team Emirates                  | 46 h 31 min 08 s              |                               |
| 2.º                           | Thomas Pidcock                | Ineos Grenadiers                   | + 5 min 17 s                  |                               |
| 3.º                           | Brandon McNulty               | UAE Team Emirates                  | + 53 min 45 s                 |                               |
| 4.º                           | Matteo Jorgenson              | Movistar Team                      | + 1 h 00 min 04 s             |                               |
| 5.º                           | Andreas Leknessund            | Team DSM                           | + 1 h 04 min 03 s             |                               |
| 6.º                           | Kevin Geniets                 | Groupama-FDJ                       | + 1 h 07 min 04 s             |                               |
| 7.º                           | Michael Storer                | Groupama-FDJ                       | + 1 h 17 min 23 s             |                               |
| 8.º                           | Georg Zimmermann              | Intermarché-Wanty-Gobert Matériaux | + 1 h 20 min 28 s             |                               |
| 9.º                           | Fred Wright                   | Bahrain Victorious                 | + 1 h 39 min 34 s             |                               |
| 10.º                          | Matis Louvel                  | Arkéa-Samsic                       | + 1 h 46 min 02 s             |                               |

### Clasificación por equipos(Classement par Équipe)
| Clasificación por equipos | Clasificación por equipos | Clasificación por equipos | Clasificación por equipos |
| Equipo                    | Equipo                    | Tiempo                    |                           |
| ------------------------- | ------------------------- | ------------------------- | ------------------------- |
| 1.º                       | Ineos Grenadiers          | 139 h 30 min 39 s         |                           |
| 2.º                       | Jumbo-Visma               | + 15 min 46 s             |                           |
| 3.º                       | Groupama-FDJ              | + 44 min 35 s             |                           |
| 4.º                       | UAE Team Emirates         | + 59 min 20 s             |                           |
| 5.º                       | Bora-Hansgrohe            | + 1 h 30 min 29 s         |                           |
| 6.º                       | Arkéa-Samsic              | + 1 h 37 min 48 s         |                           |
| 7.º                       | Movistar Team             | + 1 h 42 min 19 s         |                           |
| 8.º                       | Bahrain Victorious        | + 1 h 48 min 16 s         |                           |
| 9.º                       | Team DSM                  | + 1 h 57 min 05 s         |                           |
| 10.º                      | Cofidis                   | + 2 h 09 min 01 s         |                           |

## Abandonos
Ninguno.